# まんがの達人
『まんがの達人』（まんがのたつじん）とは、アシェット・コレクションズ・ジャパンが2008年1月23日から配本している、漫画の描き方についての分冊百科である。

## 概要
隔週水曜日発売。配本は全60回を予定していたが全80回も予定したが後に全130回に延長された。付録として漫画作成のための道具が同梱されている。